# Chemnitz-Hilbersdorf
Hilbersdorf ist ein Stadtteil im Osten von Chemnitz. Er wurde am 1. April 1904 eingemeindet. Der Stadtteil ist u. a. bekannt durch das Sächsische Eisenbahnmuseum und den Hilbersdorfer Porphyrtuff aus dem Zeisigwald.

## Geographie

### Geographische Lage
Hilbersdorf befindet sich im Osten von Chemnitz am Nordrand des Zeisigwaldes, welcher den südlichen Teil der Gemarkung von Hilbersdorf einnimmt. Im Norden verschmolzen die am Ende des 19. Jahrhunderts entstandenen Arbeiterwohnsiedlungen von Hilbersdorf mit dem nördlich angrenzenden Stadtteil Ebersdorf. Hilbersdorf wird im Westen und Norden von der Bahnstrecke Dresden–Werdau begrenzt.

### Nachbarorte
| Furth    | Ebersdorf                                         |                        |
| Chemnitz | Kompassrose, die auf Nachbargemeinden zeigt       | Niederwiesa, Oberwiesa |
|          | Chemnitz (Wohngebiete Sonnenberg und Yorckgebiet) | Euba                   |

## Geschichte

### Entwicklung von Hilbersdorf vom Bauerndorf zum Industriestandort und Eisenbahnervorort

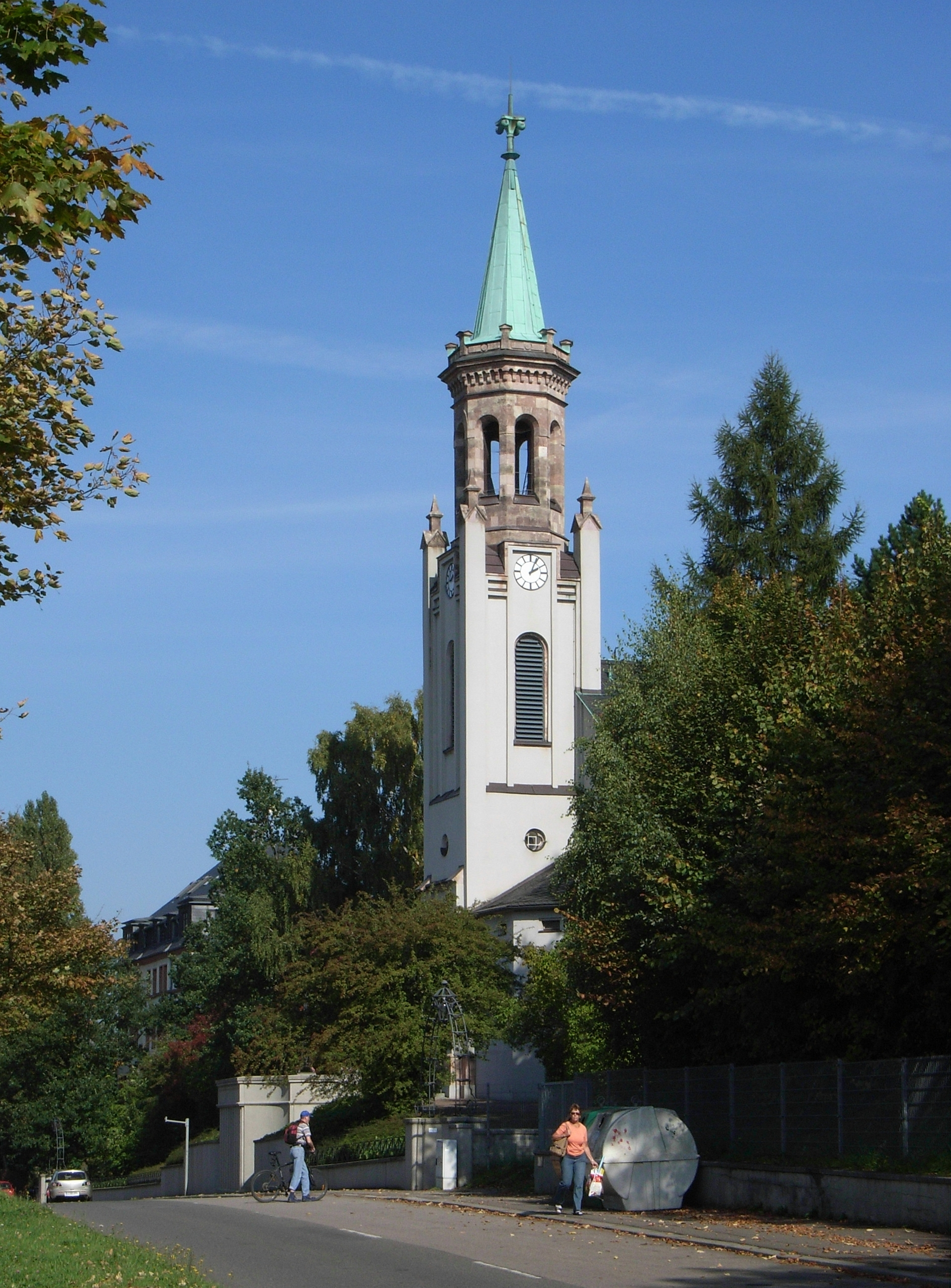
Trinitatiskirche Chemnitz-Hilbersdorf

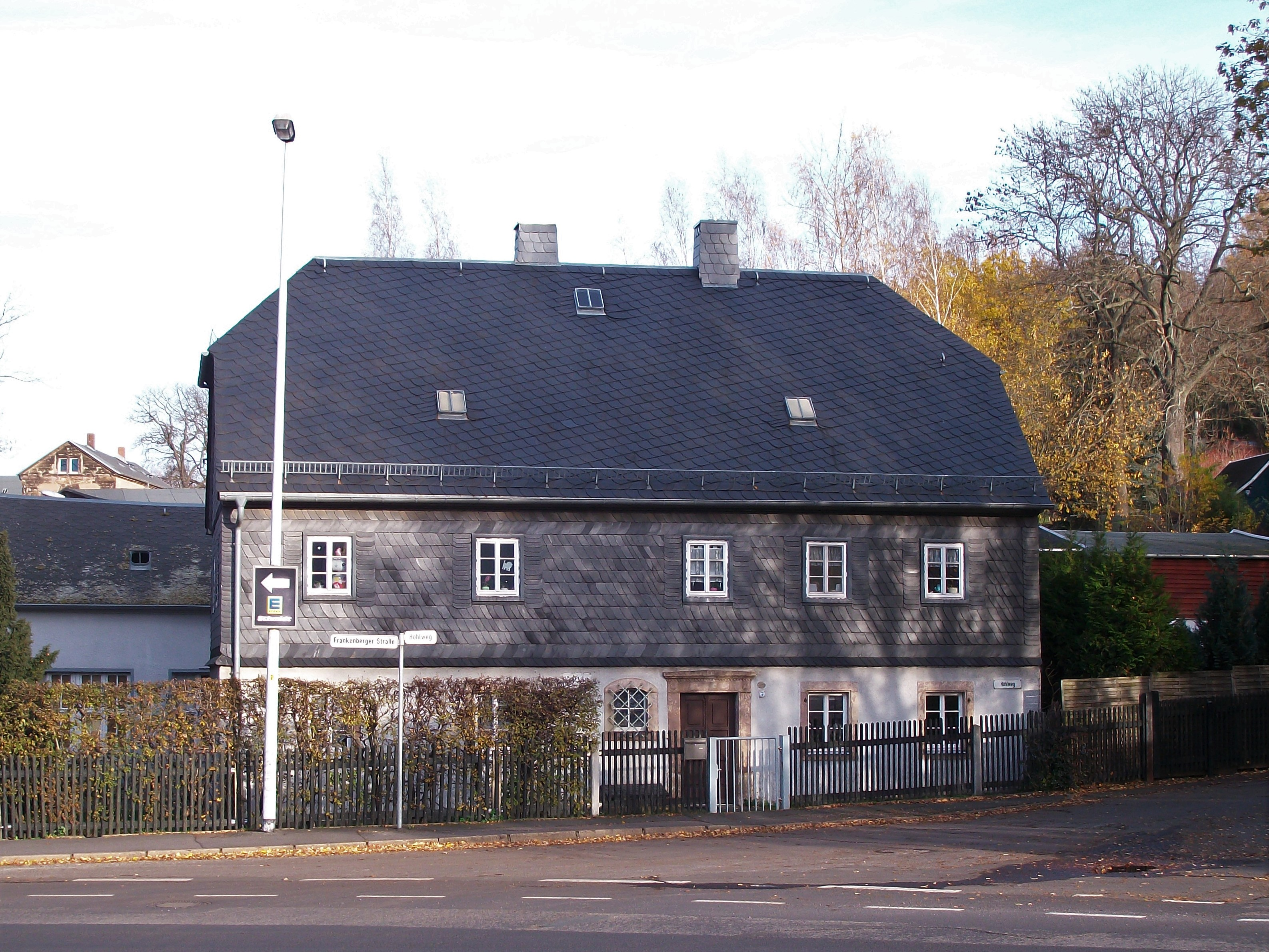
Gebäude in Alt-Hilbersdorf am Hohlweg

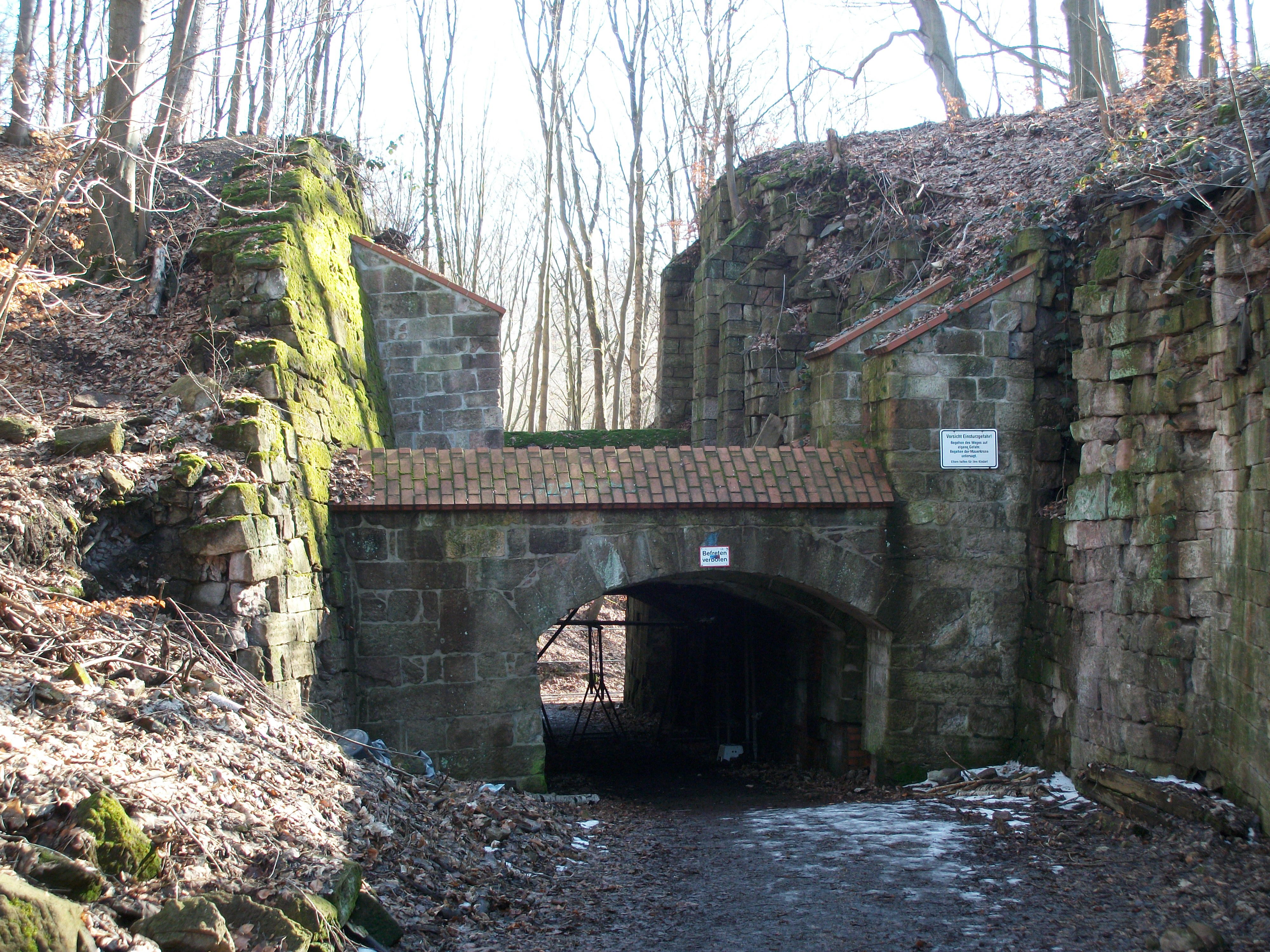
Teufelsbrücken Zeisigwald, Historischer Eingang zum Ratssteinbruch

Das Waldhufendorf Hilbersdorf entstand während der deutschen Ostexpansion, als das Erzgebirge und sein Vorland von deutschen Siedlern erschlossen wurden. Seine urkundliche Ersterwähnung erfuhr Hilbersdorf im Jahr 1290 als Hillebrandisdorff („Dorf eines Hildebrand“). Zu dieser Zeit wurde der Ort von den Herren von Schönburg an das Benediktiner-Kloster Chemnitz verkauft. Dieses ordnete Hilbersdorf dem Kirchspiel Glösa zu, von dem auch die Gerichtsbarkeit ausging. Die einstige Dorfflur, deren Fläche etwas über 300 Hektar maß, befand sich westlich der Frankenberger Straße nahe der Eisenbahnbrücke. Zu ihr gehörten 15 Bauernhöfe. Als „freie“ Bauern und erbberechtigte Besitzer ihres Bodens hatten die Hilbersdorfer Bauern lediglich einen Frondienst als Erbzins an das Kloster zu entrichten – den Röhrwasserdienst. Somit war es ihre Aufgabe, die Versorgung des Klosters mit frischem Wasser sicherzustellen. Dies wurde über eine  Holzrohrleitung realisiert, in welcher das Nass ständig in das Kloster floss. Nach Einführung der Reformation und der damit resultierenden Säkularisation des Klosters Chemnitz gehörte Hilbersdorf ab 1548 bis 1856 als Amtsdorf zum kursächsischen bzw. königlich-sächsischen Amt Chemnitz. 1856 kam Hilbersdorf zum Gerichtsamt Chemnitz und 1875 zur Amtshauptmannschaft Chemnitz.
Bis in das 18. Jahrhundert behielt Hilbersdorf seine bäuerliche Struktur bei. Begünstigt durch die industrielle Entwicklung des nahen Chemnitz änderte sich in der folgenden Zeit die Wirtschaftsstruktur. Von großer Bedeutung war der Abbau des Hilbersdorfer Porphyrtuffs (korrekt: ein Tuff einer ignimbritischen Abfolge) im angrenzenden Zeisigwald. Dadurch begünstigt bildete sich im 19. Jahrhundert ein Zentrum des Steinmetzhandwerks heraus, das um 1870 eine Hochkonjunktur erlebte. Dessen Werksteine wurden vornehmlich im Industrie- und Wohnungsbau in und um Chemnitz verwendet. Nach 1945 kam dieser Abbau jedoch zum Erliegen.
Eine große Veränderung brachte der Bau der Eisenbahntrasse Chemnitz–Flöha in den Jahren 1862 bis 1866, welche zunächst zur Chemnitz-Annaberger Staatseisenbahn gehörte, ab 1869 Teil der Strecke (Dresden–)Freiberg–Chemnitz(–Werdau) wurde. Das alte Ortszentrum mit der darin befindlichen Dorfschule und der im 16. Jahrhundert errichteten Katharinenkirche wurde zugunsten des Baus der Gleisanlagen abgebrochen. Für die Katharinenkirche entstand die 1866 geweihte Trinitatis-Kirche an der Frankenberger Straße. Reste der Bausubstanz von Alt-Hilbersdorf sind heute noch am Hohlweg und seinen angrenzenden Fluren zu sehen. Obwohl bereits seit 1866 Bahngleise durch Hilbersdorf führten, erhielt der Ort erst am 15. August 1893 einen Haltepunkt an der Bahnstrecke Dresden–Werdau. Zwischen 1896 und 1902 erfolgte in dessen Nähe auf der Fläche von drei Bauerngütern der Bau des großen Rangierbahnhofs Hilbersdorf Gbf. Auf etwa 25 ha Fläche wurden in sechs Jahren Bauzeit 46 km Gleis mit rund 250 Weichen verlegt. Die Gesamtlänge des größten Güterbahnhofs Sachsens betrug etwa 2,9 km, die Breite bis zu 230 m. An Hochbauten wurden 28 Stellereien und mehrere Dienstgebäude errichtet. Hinzu kamen Unter- und Überführungen sowie ein 1,3 Millionen Mark teures Bahnstromwerk. Auch wurden umfangreiche Lokbehandlungsanlagen gebaut, aus denen später das Bahnbetriebswerk Chemnitz-Hilbersdorf hervorging.
Aufgrund der durch Hilbersdorf führenden Bahnstrecke Dresden–Werdau und der günstigen Lage zum Chemnitzer Hauptbahnhof entwickelte sich Hilbersdorf um die Wende zum 20. Jahrhundert zum Industriestandort und zum Eisenbahnervorort. Im Ort siedelten sich die „Eisenbahnwerkstätten“ und Produktionseinrichtungen der Zimmermannschen Werkzeugmaschinenfabriken an. Weiterhin schlossen sich die reichen Bauern des Ortes mit den neuen Genossenschaften und anderen Kapitalgesellschaften zusammen und bauten auf dem brachliegenden Bauernland Wohnungen für viele Hunderte Arbeiter. An der Ebersdorfer Straße und oberhalb der Lichtenwalder Straße zum Schnellen Markt entstanden Eisenbahnersiedlungen, weiterhin wurden in Hilbersdorf Bahnbeamtenhäuser gebaut. Die Stadt Chemnitz übernahm die Versorgung mit Wasser, Gas und elektrischem Strom. Nachdem die Straßenbahn Chemnitz am 31. Oktober 1900 bereits die neue Strecke vom Chemnitzer Johannisplatz nach Hilbersdorf, Waisenhaus (etwa Frankenberger/Dresdner Straße) in Betrieb nahm, erfolgte am 1. Oktober 1903 die Verlängerung der Hilbersdorfer Linie über die Frankenberger Straße und Margarethenstraße zum Waldschlösschen (etwa Margarethenstraße/Dresdner Straße). Der im Jahr 1833 errichtete Gasthof „Waldschlösschen“ in Hilbersdorf wurde 1852 um eine Brauerei ergänzt. Während das Gebäude des bis 1923 betriebenen Gasthofs in der Dresdner Straße 119 bis heute existiert, wurde die gegenüberliegende Brauerei abgerissen. Zu der Zeit, als Hilbersdorf zur Stadt Chemnitz hin bebaut wurde, fand man verkieselte Stämme. Sie blieben durch verfestigte vulkanische Asche erhalten. An diesen Fund erinnert das Orth-Denkmal (an der Kreuzung Zeiß- und Orthstraße), benannt nach August Orth, dem Berliner Architekten, der als Grundbesitzer dieses 1870 bis 1900 bebauten Geländes die Stämme der Stadt Chemnitz schenkte.

### Hilbersdorf als Stadtteil von Chemnitz

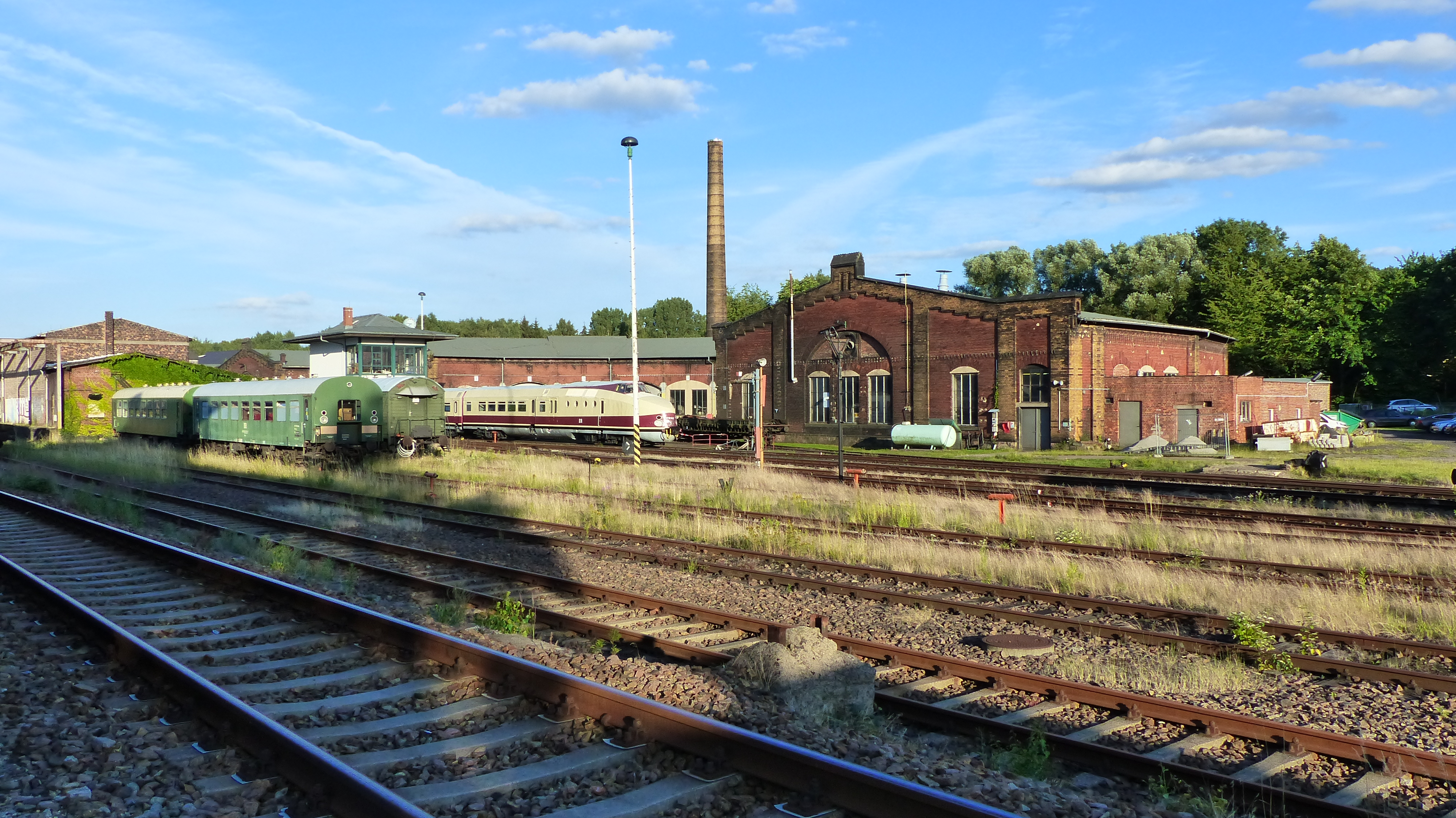
Sächsisches Eisenbahnmuseum Chemnitz-Hilbersdorf

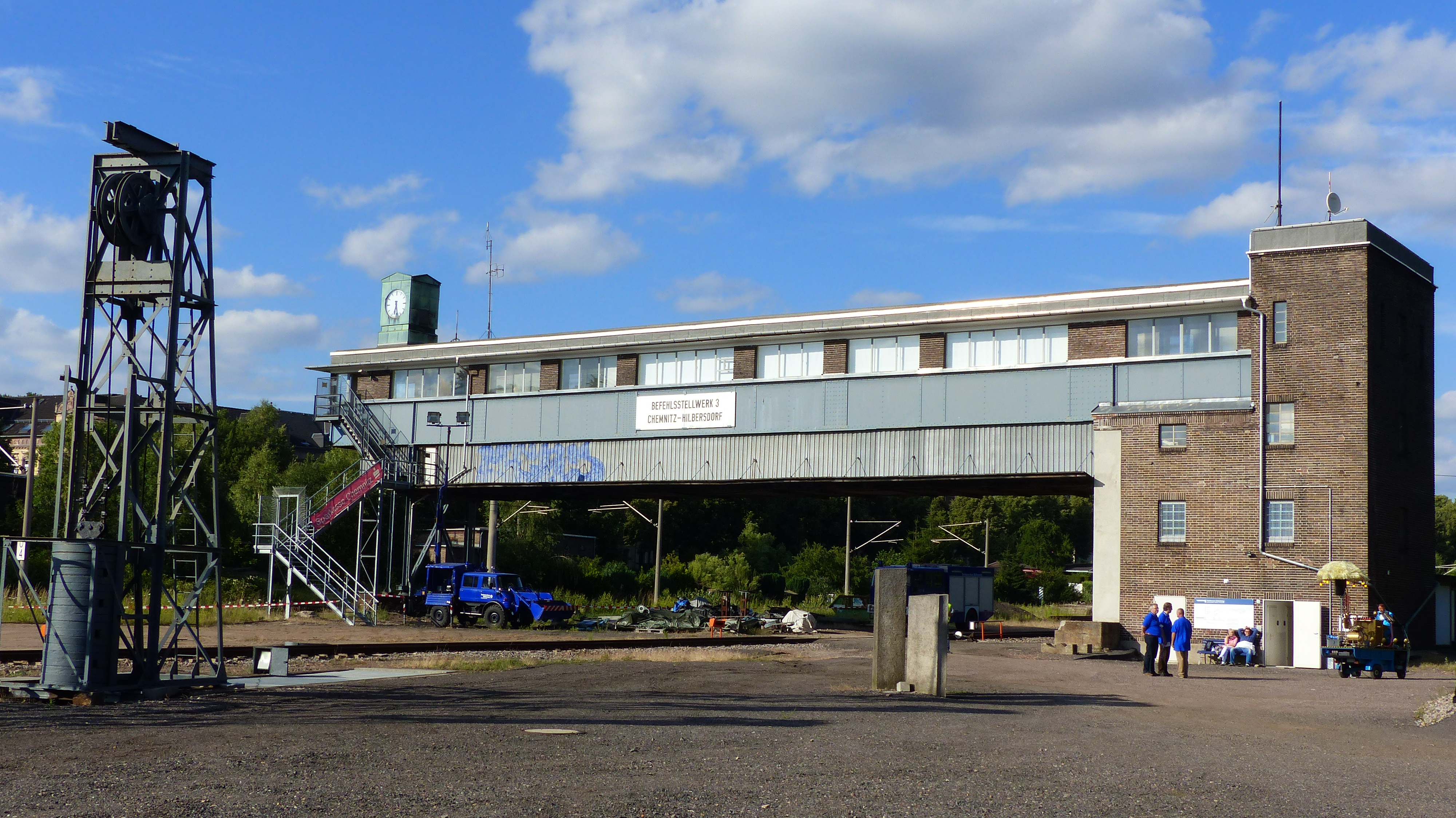
Seilablaufanlage Chemnitz-Hilbersdorf

Aufgrund der immer dichter werdenden wirtschaftlichen und sozialen Verflechtungen zwischen Chemnitz und Hilbersdorf erfolgte am 1. April 1904 die Eingemeindung nach Chemnitz. Der nunmehrige Stadtteil erhielt eine neue Schule und ein Postamt. Im Jahr 1905 erfolgte an der heutigen Dresdner Straße 178 der Bau der „Städtischen Nervenheilanstalt“ am Rande des Zeisigwalds, welche heute als Klinik für Psychiatrie, Verhaltensmedizin & Psychosomatik der Klinikum Chemnitz gGmbH geführt wird. Der Wohnungsbau in Hilbersdorf setzte sich u. a. mit einer Villenbebauung fort. Weiterhin entstanden Kleingartensparten. Von Ebersdorf wurde am 26. Januar 1914 der „Schnelle Markt“ nördlich des Bahnhofs Hilbersdorf eingemeindet. So konnte man auch hier notwendig gewordene Wohnsiedlungen errichten. Heute gehört dieses Gebiet und ein Teil  Alt-Hilbersdorfs nördlich der Eisenbahnbrücke der Bahnstrecke Dresden–Werdau, aufgrund der Neuordnung der Stadtteile nach der Wiedervereinigung, wieder zu Ebersdorf. Während des Ersten Weltkriegs wurde die Endstrecke der Straßenbahn in Hilbersdorf zwischen Frankenberger Straße / Margarethenstraße und Waldschlösschen am 1. Februar 1918 stillgelegt und anschließend abgebaut. Erst zu Beginn der 1920er Jahre wurde die Straßenbahntrasse auf der Frankenberger Straße wieder verlegt. Sie verlief bis zum Hohlweg auf einem eigenen Bahnkörper und führte anschließend weiter bis zur Ecke Krügerstraße. Am 26. Oktober erfolgte eine Verlängerung bis zur Herweghstraße in Ebersdorf.
Während des Zweiten Weltkriegs wurden die Chemnitzer Bahnanlagen 1944/45 das Ziel großflächiger alliierter Luftangriffe. Zwar wurden zahlreiche Gebäude beschädigt oder zerstört und viele Gleise unterbrochen, im Gegensatz zu anderen großen Bahnknoten blieb Chemnitz weitgehend intakt. Mit der Umbenennung von Chemnitz war Hilbersdorf seit dem 10. Mai 1953 ein Stadtteil von Karl-Marx-Stadt. Am 20. Dezember 1975 erfolgte die Stilllegung der Straßenbahnlinie 8 zwischen Hain-/Palmstraße und Ebersdorf, wodurch auch Hilbersdorf seine Straßenbahnanbindung verlor. Als Relikt der Straßenbahn existiert im südlichen Teil von Ebersdorf nahe der Frankenberger Straße (B 169) bei der Straßenkreuzung Max-Saupe-Straße/Lichtenauer Straße bis heute die Straße Wendeschleife Linie 8 und die nun begrünte Trasse in der Mitte der Frankenberger Straße bei der Trinitatiskirche.
Am 1. Juni 1990 erfolgte die Rückbenennung von Karl-Marx-Stadt in Chemnitz. Infolge der wirtschaftlichen Veränderungen durch die Wende sank das Transportvolumen im Rangierbahnhof Chemnitz-Hilbersdorf stark. Im Dezember 1996 erfolgte die Schließung des Rangierbahnhofs und in der Folgezeit der Abbau fast aller Gleisanlagen. Die Seilablaufanlage des Bahnhofs wurde zu einem Technikmuseum, welches im Jahr 2020 mit dem bis 1992 als Bahnbetriebswerk genutzten Sächsischen Eisenbahnmuseum als Zusatzausstellung „Schauplatz Eisenbahn“ der 4. Sächsischen Landesausstellung eingerichtet wurde. Nachdem im Bahnhof Chemnitz-Hilbersdorf im Jahr 1999 der Güterverkehr eingestellt wurde, ist die Station seitdem nur noch ein Haltepunkt, der seit 2013 nur noch von Regionalbahnen der Relation Dresden–Zwickau, betrieben durch die Bayerische Oberlandbahn unter der Bezeichnung Mitteldeutsche Regiobahn, und Linie C15 der City-Bahn Chemnitz nach Hainichen (Bahnstrecke Roßwein–Niederwiesa) angefahren wird. Im Zuge der Stufe 3 des Chemnitzer Modells soll Hilbersdorf von Chemnitz Hauptbahnhof über das 1996/1997 erbaute Einkaufszentrum Sachsen-Allee und den früheren Rangierbahnhof Chemnitz-Hilbersdorf an das Chemnitzer Stadtbahnnetz angebunden werden. Unter möglicher Nutzung des bisher nur durch das Sächsische Eisenbahnmuseum genutzten dritten Streckengleises nach Niederwiesa soll dies umsteigefreie Verbindungen aus der Chemnitzer Innenstadt nach Hainichen und ins Erzgebirge bis Annaberg-Buchholz oder Olbernhau ermöglichen.

## Verkehr

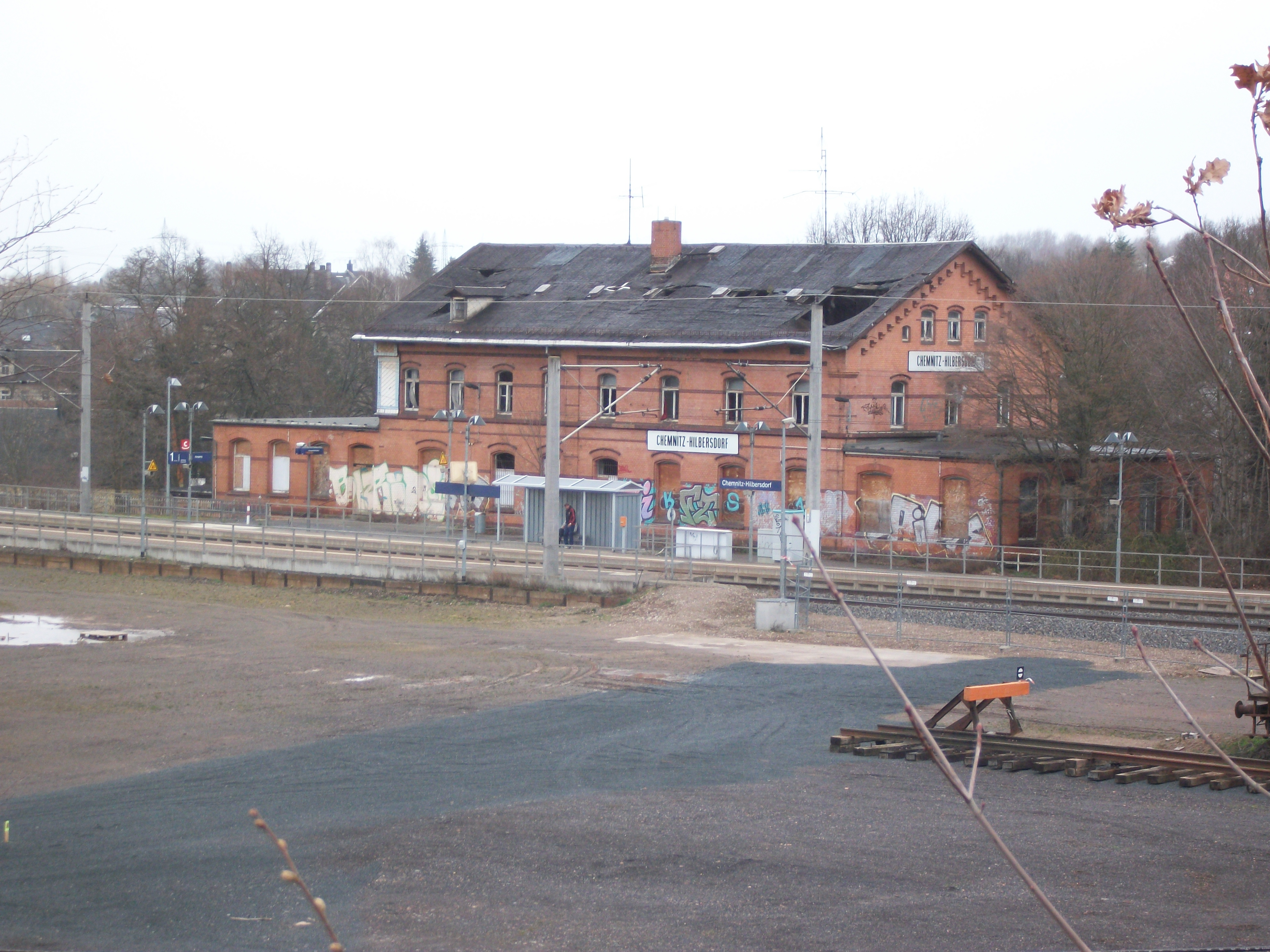
Haltepunkt Chemnitz-Hilbersdorf (2016)

Durch Hilbersdorf führen die Bundesstraßen 169 und 173. Nach Nordosten schließt sich der ländliche Stadtteil Ebersdorf an.
Der Bahnhof Chemnitz-Hilbersdorf an der Bahnstrecke Dresden–Werdau wird heute nur noch von Regionalbahnen der Relation Dresden–Zwickau und der City-Bahn Chemnitz nach Hainichen angefahren. Bis 2013 hielten hier auch die Züge der Erzgebirgsbahn in Richtung Annaberg-Buchholz und Cranzahl bzw. Olbernhau. Der früher viel bedeutendere Güterbahnhof Chemnitz-Hilbersdorf ist stillgelegt und größtenteils abgebaut. Er war innerhalb der Reichsbahndirektion Dresden nach dem Bahnhof Dresden-Friedrichstadt der größte Rangierbahnhof. Auch das zugehörige Bahnbetriebswerk Chemnitz-Hilbersdorf ist aufgelöst, es beherbergt heute das Sächsische Eisenbahnmuseum und das Technikmuseum Seilablaufanlage – Rangierbahnhof Chemnitz-Hilbersdorf.
Zwischen 1900 und 1975 war Hilbersdorf an das Netz der Straßenbahn Chemnitz  angebunden. Im Zuge der Stufe 3 des Chemnitzer Modells soll Hilbersdorf von Chemnitz Hauptbahnhof über Einkaufszentrum Sachsen-Allee und den früheren Rangierbahnhof Chemnitz-Hilbersdorf an das Chemnitzer Stadtbahnnetz angebunden werden.

## Sehenswürdigkeiten

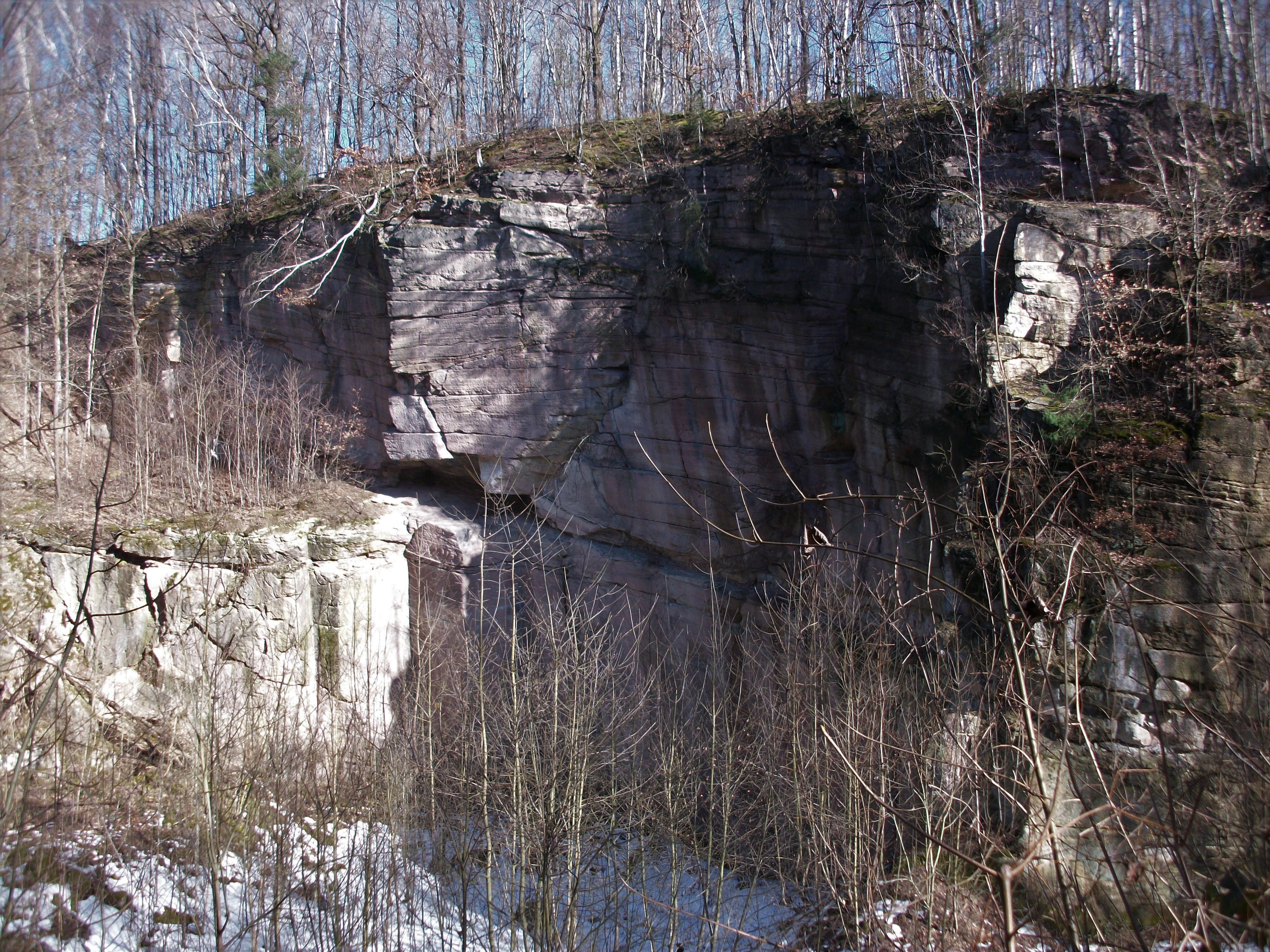
Ratssteinbruch im Zeisigwald

In Hilbersdorf befand sich ab 1902 einer der größten Rangierbahnhöfe des Deutschen Reiches. Hier konnte man eine außergewöhnliche Rangiertechnik im Einsatz erleben: Anstatt mit Lokomotiven wurden die Güterzüge mittels einer Seilablaufanlage bewegt. Damit verbunden war eine außergewöhnliche Geräuschkulisse. Von den sich zwischen den Schienen bewegenden flachen Wagen der Seilablaufanlage ging aus Sicherheitsgründen ein ständiges „Gebimmel“ aus. Eine bedeutende Sehenswürdigkeit in diesem Zusammenhang ist das Sächsische Eisenbahnmuseum (seit 2020 zusammen mit dem Technikmuseum Seilablaufanlage als Schauplatz Eisenbahn bezeichnet). Der Rangierbahnhof wurde 1996 geschlossen, einzig der gleichnamige Haltepunkt an der Bahnstrecke Dresden–Werdau ist heute noch in Betrieb.
Hilbersdorf ist bekannt als Hauptfundort des „Chemnitzer Versteinerten Waldes“. Bei einem Vulkanausbruch vor ungefähr 290 Millionen Jahren wurden durch den Ascheregen im Umkreis von ca. 10 Kilometern Bäume konserviert und verkieselten über Jahrmillionen.
Ein Abzweig der alten Salzstraße von Halle über Leipzig und Chemnitz nach Prag führte vermutlich durch Hilbersdorf. Der „Sächsische Jakobsweg an der Frankenstraße“. verläuft durch den Zeisigwald, dessen Porphyrsteinbrüche sehenswert sind.
Interessant ist das Kanonenkugelhaus. Zwei an der Vorderseite eines alten Hauses an der Frankenberger Straße 156 angebrachte Kugeln zeugen vom Aufeinandertreffen am 14. Oktober 1813 zwischen russischen und französischen Truppen auf dem Weg zur Völkerschlacht bei Leipzig. Die Kugeln trafen das Haus jedoch nicht, man fand sie in umliegenden Feldern.
Ebenfalls stand in Hilbersdorf von 1975 an bis zum 17. Juli 1991 der „Panzer“, ein ausgedienter T 34 der Roten Armee mit stadteinwärts gerichteter Geschützmündung, welcher an die Befreiung vom Hitlerfaschismus erinnern sollte. 1980 sorgte die versuchte Sprengung dieses Panzers durch Josef Kneifel für Aufsehen.

## Persönlichkeiten
- Otto Thümer (1848–1917), Musiker und Komponist
- Ernst Castan (1871–1948), Politiker und Sächsischer Landtagsabgeordneter
- Wilhelm Rudolph (1889–1982), Maler, Graphiker und Zeichner
- Hans Helfritz (1902–1995), Komponist, Schriftsteller und Fotograf